# L'Infante Isabelle-Claire-Eugénie dans le parc de Mariemont
L'Infante Isabelle-Claire-Eugénie dans le parc de Mariemont (en espagnol : La infante Isabel Clara Eugenia en el parque de Mariemont) est une grande huile sur toile des artistes flamands Jan Brueghel l'Ancien et Joos de Momper.  Peint dans le premier quart du xviie siècle, le tableau est conservé au Musée du Prado à Madrid.

## Historique
L'œuvre faisait partie d'une collection de 26 tableaux arrivés à Madrid au début du xviie siècle. Certaines des peintures, accrochées dans la Torre de la Reina à l'Alcázar de Madrid, montraient les activités quotidiennes des habitants de Flandre ; quatre autres représentaient les archiducs dans leurs domaines fonciers. C'est à ce dernier groupe qu'appartient L'Infante Isabelle-Claire-Eugénie dans le parc de Mariemont.

## Description
Sur la gauche du tableau se tiennent les ducs, entourés de courtisanes, d'enfants et de chiens. À droite, un groupe de cerfs est poursuivi par des chiens de petite taille. Le tableau semble représenter une scène de chasse, mais de manière placide et irréaliste : certains cerfs se reposent et les chiens de petite taille ne sont pas de la race généralement utilisée pour la chasse au gros gibier.
À la différence de l'Excursion à la campagne de l'infante Isabelle-Claire-Eugénie, également dû au duo Brueghel-de Momper, qui date de la même époque, fait partie du même ensemble, et montre les mêmes jardins dans la résidence des archiducs de Mariemont, le palais n'est pas visible en arrière-plan du tableau. Un recueil de lettres entre Isabelle-Claire-Eugénie et le duc de Lerma montre la passion de celle-ci pour la vie à la campagne. Ce tableau a été commandé par l'archiduc en raison de son enthousiasme pour de tels lieux. 